# Révolte de 2021-2022 dans les Antilles françaises
La révolte de 2021-2022 dans les Antilles françaises est un conflit social qui s'est déroulé du 13 novembre 2021 au 31 mars 2022 dans les Antilles françaises, particulièrement en Guadeloupe et en Martinique.
À la suite de la décision du gouvernement français d'instaurer une obligation vaccinale pour les soignants ainsi que le passe sanitaire dans plusieurs lieux publics, débutent des actes de vandalisme, une grève générale et des manifestations d'abord en Guadeloupe et ensuite en Martinique.
Le 31 mars 2022, l'état d'urgence sanitaire prend fin aux Antilles.

## Contexte
À la fin novembre, seuls 39 % des Martiniquais et 47 % des Guadeloupéens sont entièrement vaccinés ; des taux nettement inférieurs à la moyenne en France. Cette situation est due au scepticisme d'une partie de la population antillaise face au vaccin, beaucoup de personnes estimant que la balance bénéfice-risque était potentiellement défavorable. La faute à des informations jugées « peu claires » voire contradictoires par 54 % des Guadeloupéens selon l’institut de sondages Qualistat. 
La révolte revoie cependant à des causes plus profondes que le seul passe sanitaire. Guadeloupe et Martinique font face depuis des années à de graves scandales sanitaires, dont le manque d’eau courante ou la pollution au chlordécone, un insecticide hautement toxique mais répandu massivement dans les bananeraies entre 1972 et 1993 avec l'accord des gouvernements successifs. Plus de 90 % des Guadeloupéens et des Martiniquais sont désormais contaminés à ce produit pouvant provoquer des cancers ainsi que des troubles du développement chez les nourrissons. L’État fait ainsi l’objet d'une large défiance, contribuant au scepticisme des habitants vis-à-vis de la vaccination. 
La question du délabrement des services est aussi en cause. L’hôpital de Pointe-à-Pitre souffre d'un manque chronique de personnel et ses locaux tendent à de délabrer (fuites de plafond, inondations et moisissures, incendie en 2017), le ramassage des déchets est régulièrement paralysé en raison d'incendies fréquents et d'une mauvaise gestion financière, et la Sécurité sociale a vu ses effectifs diminuer ce qui a affecté la qualité du service rendu. Enfin, la hausse des prix du carburant et du bidon de gaz a placé la question de la hausse du coût de la vie au centre du débat public.
Le mouvement de protestation revendique en particulier l'abolition de l’obligation vaccinale et du passe sanitaire, la baisse des taxes sur l'essence et le gaz, la lutte contre la vie chère et l’emploi des jeunes.

## Historique

### 2021
Le 16 novembre, lors de la première journée de grève, deux pompiers grévistes sont blessés lors d'une charge des forces de l'ordre contre les manifestants. Deux personnes sont également interpellées.
Le 19 novembre, le préfet de Guadeloupe instaure un couvre-feu de 18 heures à 5 heures pour raisons sécuritaires.
Les autorités annoncent pour le 22 novembre la fermeture des écoles et services préfectoraux.
Le même jour, la révolte s'étend en Martinique.
Le 26 novembre, le ministre des outre-mer Sébastien Lecornu annonce le report de l'obligation vaccinale au 31 décembre et se dit prêt à « parler d'autonomie de la Guadeloupe ».
Le 01 décembre, le RAID de la police nationale intervient avec un fourgon blindé contre des barricades, tenus par des jeunes armés. Des journalistes ont également reçus des tirs.
Le 24 décembre 2021, des manifestants envahissent brièvement le Conseil régional de la Guadeloupe et y restent durant la nuit.

### 2022
Le 3 janvier, un collectif d'organisations opposées au passe sanitaire et à l'obligation vaccinale organise une « opération escargot » en voiture, ce qui généra des embouteillages.
Le 4 janvier, une série de petits barrages routiers accompagnés de feux sont érigés dans la commune de Sainte-Rose.
Le même jour, des syndicalistes de l'UTS-UGTG bloquent le bâtiment administratif du Centre hospitalier universitaire de Pointe-à-Pitre et y séquestrent le personnel pendant plusieurs heures.
Le 10 janvier, des barrages routiers sont installés par des manifestants et des pierres sont lancées sur les forces de l'ordre. La police intervient par ailleurs pour démanteler le piquet de grève situé devant le Centre hospitalier universitaire, interpellant plusieurs manifestants.
Le 11 janvier, un piquet de grève contre le passe sanitaire devant le CHU de Pointe-à-Pitre est démantelé par la police.
Le 20 janvier, des émeutiers blessent un gendarme à balles réelles en marge de manifestations non autorisées. Le bâtiment administratif du Centre hospitalier de Basse-Terre est envahi par une quarantaine de personnes.